# Dunn's River Falls
Dunn's River Falls är ett vattenfall i Jamaica.   Det ligger i parishen Parish of Saint Ann, i den centrala delen av landet, 60 km nordväst om huvudstaden Kingston. Dunn's River Falls ligger 58 meter över havet. Det ligger på ön Jamaica.
Terrängen runt Dunn's River Falls är huvudsakligen kuperad, men åt nordväst är den platt. Havet är nära Dunn's River Falls åt nordost. Runt Dunn's River Falls är det ganska tätbefolkat, med 144 invånare per kvadratkilometer. Närmaste större samhälle är Ocho Rios, 3,8 km öster om Dunn's River Falls. I omgivningarna runt Dunn's River Falls växer i huvudsak städsegrön lövskog.